# سفارة بنغلاديش لدى السعودية
سفارة بنغلاديش لدى السعودية هي الممثلية الدبلوماسية العليا لدولة بنغلاديش لدى المملكة العربية السعودية. تقع السفارة في حي الواحة في الرياض.